# Alexandr Nikoláyev
Alexandr Serguéyevich Nikoláyev (en ruso: Александр Сергеевич Николаев; Brónnitsy, 30 de enero de 1990) es un deportista ruso que compitió en piragüismo en la modalidad de aguas tranquilas. Ganó una medalla de bronce en el Campeonato Mundial de Piragüismo de 2010, en la prueba de K1 4 × 200 m.

## Palmarés internacional
| Campeonato Mundial | Campeonato Mundial | Campeonato Mundial | Campeonato Mundial |
| Año                | Lugar              | Medalla            | Competición        |
| ------------------ | ------------------ | ------------------ | ------------------ |
| 2010               | Poznań (Polonia)   | Medalla de bronce  | K1 4 × 200 m       |